# Anthony Mason
Anthony George Douglas Mason (Miami, Florida, 14 de diciembre de 1966 - Nueva York, Nueva York, 28 de febrero de 2015) fue un baloncestista estadounidense que disputó 13 temporadas en la NBA. Con 2,01 metros de altura jugaba en la posición de alero.

## Trayectoria deportiva

### Universidad
Jugó durante 4 temporadas con los Tigers de la Universidad Estatal de Tennessee, en los que promedió 18,7 puntos y 7,1 rebotes por partido.

### Profesional
Fue elegido en la tercera ronda del Draft de la NBA de 1988 por Portland Trail Blazers, pero fue cortado antes de empezar la liga. Decidió entonces ir a otros países, jugando durante un corto periodo de tiempo en los Marinos de Oriente (actualmente Marinos de Anzoátegui desde 2005) de la Liga venezolana (Antigua Liga Especial de Venezuela) sustituido en el equipo por Harold Keeling, donde promedió 23,8 puntos y 11 rebotes por partido, en el Efes Pilsen turco y en la CBA. Las dos siguientes temporadas jugó por fin en la NBA, pero con contratos de corta duración que le llevaron a disputar 21 partidos con New Jersey Nets, con apenas 5 minutos por partido, y 3 con Denver Nuggets. su oportunidad llegaría en la temporada 1991-92, cuando el entrenador de los New York Knicks Pat Riley se fijó en él y lo contrató para reforzar el frontcourt de su equipo, formado entonces por gente del calibre de Patrick Ewing, Charles Oakley y Charles Smith. En 1994 los Knicks llegaron a las Finales de la NBA por primera vez desde 1973, aunque perdieron contra los Houston Rockets liderados por Hakeem Olajuwon en siete partidos. Su participación en el equipo fue creciendo, hasta hacerse con el puesto de titular en la temporada 1995-96, promediando 14,6 puntos y 9,3 rebotes por partido. En 1995 fue elegido como Mejor Sexto Hombre de la NBA.
Pero su mejor temporada llegaría al año siguiente, cuando fue traspasado a Charlotte Hornets a cambio de Larry Johnson, cuando promedió 16,2 puntos, 11,4 rebotes y 5,2 asistencias por partido, lo que le valió el ser elegido en el tercer mejor quinteto defensivo y en el segundo de la liga. En los Hornets jugó cuatro años, perdiéndose la temporada 1998-99 por lesión, pero regresando al año siguiente para promediar 11,6 puntos y 8,5 rebotes por noche. En la temporada 2000-01 fue traspasado a Miami Heat, ganándose ese año su primera y única participación en un All-Star Game. Finalizó la temporada como segundo máximo anotador del equipo con 16,1 puntos, además de promediar 9,6 rebotes. Tras un año en Florida firmó con Milwaukee Bucks, donde llegaba a un equipo repleto de estrellas del calibre de Ray Allen, Sam Cassell o Glenn Robinson. Debido a falta de química entre otros problemas, los Bucks decepcionaron quedándose fuera de playoffs cuando al inicio de la temporada eran considerados uno de los equipos más fuertes del Este. Los números de Mason fueron bajos; 9,6 puntos y 7,9 rebotes, dando su carrera profesional por finalizada tras la temporada siguiente.
Se retiró con 36 años y tras 13 como profesional, promediando en total 11,4 puntos, 8,6 rebotes y 3,5 asistencias por partido.

## Estadísticas de su carrera en la NBA
|  | Líder de la liga |

### Temporada regular
| Temporada | Edad | Equipo            | Liga | Pos. | P   | TIT | MIN  | TC  | TCA  | %TC  | 3P  | 3PA | %3P   | 2P  | 2PA  | %2P  | TL  | TLA | %TL  | R.OF. | R.DEF. | REB  | ASIS | ROB | TAP | PER | FP  | PTS  |
| 1989-90   | 23   | New Jersey Nets   | NBA  | PF   | 21  | 0   | 5.1  | 0.7 | 1.9  | .350 | 0.0 | 0.0 |       | 0.7 | 1.9  | .350 | 0.4 | 0.7 | .600 | 0.5   | 1.1    | 1.6  | 0.3  | 0.1 | 0.1 | 0.5 | 1.0 | 1.8  |
| 1990-91   | 24   | Denver Nuggets    | NBA  | PF   | 3   | 0   | 7.0  | 0.7 | 1.3  | .500 | 0.0 | 0.0 |       | 0.7 | 1.3  | .500 | 2.0 | 2.7 | .750 | 1.0   | 0.7    | 1.7  | 0.0  | 0.3 | 0.0 | 0.0 | 2.0 | 3.3  |
| 1991-92   | 25   | New York Knicks   | NBA  | PF   | 82  | 0   | 26.8 | 2.5 | 4.9  | .509 | 0.0 | 0.0 |       | 2.5 | 4.9  | .509 | 2.0 | 3.2 | .642 | 2.6   | 4.4    | 7.0  | 1.3  | 0.6 | 0.2 | 1.2 | 2.8 | 7.0  |
| 1992-93   | 26   | New York Knicks   | NBA  | PF   | 81  | 0   | 30.6 | 3.9 | 7.8  | .502 | 0.0 | 0.0 |       | 3.9 | 7.8  | .502 | 2.5 | 3.6 | .682 | 2.9   | 5.0    | 7.9  | 2.1  | 0.5 | 0.2 | 1.7 | 3.0 | 10.3 |
| 1993-94   | 27   | New York Knicks   | NBA  | PF   | 73  | 12  | 26.1 | 2.8 | 5.9  | .476 | 0.0 | 0.0 | .000  | 2.8 | 5.9  | .477 | 1.6 | 2.2 | .720 | 2.2   | 3.7    | 5.8  | 2.1  | 0.4 | 0.1 | 1.5 | 2.6 | 7.2  |
| 1994-95   | 28   | New York Knicks   | NBA  | PF   | 77  | 11  | 32.4 | 3.7 | 6.6  | .566 | 0.0 | 0.0 | .000  | 3.7 | 6.6  | .567 | 2.5 | 3.9 | .641 | 2.4   | 6.1    | 8.4  | 3.1  | 0.9 | 0.3 | 1.6 | 3.3 | 9.9  |
| 1995-96   | 29   | New York Knicks   | NBA  | SF   | 82  | 82  | 42.2 | 5.5 | 9.7  | .563 | 0.0 | 0.0 |       | 5.5 | 9.7  | .563 | 3.6 | 5.0 | .720 | 2.7   | 6.6    | 9.3  | 4.4  | 0.8 | 0.4 | 2.6 | 3.0 | 14.6 |
| 1996-97   | 30   | Charlotte Hornets | NBA  | PF   | 73  | 73  | 43.1 | 5.9 | 11.3 | .525 | 0.0 | 0.0 | .333  | 5.9 | 11.3 | .526 | 4.4 | 5.9 | .745 | 2.5   | 8.8    | 11.4 | 5.7  | 1.0 | 0.5 | 2.3 | 2.8 | 16.2 |
| 1997-98   | 31   | Charlotte Hornets | NBA  | PF   | 81  | 80  | 38.9 | 4.8 | 9.4  | .509 | 0.0 | 0.0 | .000  | 4.8 | 9.4  | .512 | 3.2 | 5.0 | .649 | 2.2   | 8.0    | 10.2 | 4.2  | 0.8 | 0.2 | 1.8 | 2.2 | 12.8 |
| 1999-00   | 33   | Charlotte Hornets | NBA  | SF   | 82  | 81  | 38.2 | 3.9 | 8.1  | .480 | 0.0 | 0.0 | .000  | 3.9 | 8.0  | .480 | 3.8 | 5.1 | .746 | 1.8   | 6.8    | 8.5  | 4.5  | 0.9 | 0.4 | 2.0 | 2.7 | 11.6 |
| 2000-01 ★ | 34   | Miami Heat        | NBA  | PF   | 80  | 80  | 40.7 | 5.8 | 11.9 | .482 | 0.0 | 0.0 |       | 5.8 | 11.9 | .482 | 4.6 | 5.9 | .781 | 2.1   | 7.5    | 9.6  | 3.1  | 1.0 | 0.3 | 2.2 | 2.9 | 16.1 |
| 2001-02   | 35   | Milwaukee Bucks   | NBA  | PF   | 82  | 82  | 38.3 | 3.9 | 7.6  | .505 | 0.0 | 0.0 | 1.000 | 3.8 | 7.6  | .504 | 1.9 | 2.7 | .697 | 1.5   | 6.4    | 7.9  | 4.2  | 0.7 | 0.3 | 1.6 | 2.3 | 9.6  |
| 2002-03   | 36   | Milwaukee Bucks   | NBA  | C    | 65  | 58  | 32.6 | 2.9 | 6.0  | .486 | 0.0 | 0.0 | .000  | 2.9 | 6.0  | .487 | 1.3 | 1.8 | .718 | 1.4   | 5.0    | 6.4  | 3.2  | 0.5 | 0.2 | 1.2 | 2.3 | 7.2  |
| Total     |      |                   | NBA  |      | 882 | 559 | 34.7 | 4.1 | 8.0  | .509 | 0.0 | 0.0 | .167  | 4.1 | 8.0  | .510 | 2.8 | 4.0 | .709 | 2.2   | 6.1    | 8.3  | 3.4  | 0.7 | 0.3 | 1.8 | 2.7 | 10.9 |

### Playoffs
| Temporada | Edad | Equipo            | Liga | Pos. | P  | TIT | MIN  | TC  | TCA  | %TC  | 3P  | 3PA | %3P  | 2P  | 2PA  | %2P  | TL  | TLA | %TL   | R.OF. | R.DEF. | REB  | ASIS | ROB | TAP | PER | FP  | PTS  |
| 1991-92   | 25   | New York Knicks   | NBA  | PF   | 12 | 0   | 24.0 | 1.6 | 3.6  | .442 | 0.0 | 0.0 |      | 1.6 | 3.6  | .442 | 1.8 | 2.3 | .786  | 2.3   | 4.0    | 6.3  | 0.8  | 0.2 | 0.7 | 0.9 | 2.8 | 5.0  |
| 1992-93   | 26   | New York Knicks   | NBA  | PF   | 15 | 0   | 34.0 | 4.8 | 8.1  | .590 | 0.0 | 0.0 |      | 4.8 | 8.1  | .590 | 2.9 | 4.5 | .632  | 3.7   | 3.6    | 7.3  | 2.7  | 0.7 | 0.4 | 1.5 | 3.3 | 12.5 |
| 1993-94   | 27   | New York Knicks   | NBA  | PF   | 25 | 0   | 26.4 | 2.7 | 5.5  | .489 | 0.0 | 0.0 |      | 2.7 | 5.5  | .489 | 2.2 | 3.1 | .714  | 2.1   | 3.7    | 5.8  | 1.8  | 0.6 | 0.2 | 1.4 | 2.6 | 7.6  |
| 1994-95   | 28   | New York Knicks   | NBA  | PF   | 11 | 0   | 32.0 | 2.8 | 4.6  | .608 | 0.0 | 0.1 | .000 | 2.8 | 4.5  | .620 | 3.9 | 6.3 | .623  | 2.1   | 4.1    | 6.2  | 2.2  | 0.5 | 0.5 | 2.4 | 2.5 | 9.5  |
| 1995-96   | 29   | New York Knicks   | NBA  | SF   | 8  | 8   | 43.8 | 5.1 | 9.8  | .526 | 0.0 | 0.0 |      | 5.1 | 9.8  | .526 | 2.4 | 3.5 | .679  | 2.1   | 5.6    | 7.8  | 3.3  | 0.5 | 0.1 | 2.5 | 2.5 | 12.6 |
| 1996-97   | 30   | Charlotte Hornets | NBA  | PF   | 3  | 3   | 43.7 | 5.3 | 12.7 | .421 | 0.0 | 0.0 |      | 5.3 | 12.7 | .421 | 2.3 | 4.3 | .538  | 2.7   | 9.3    | 12.0 | 3.0  | 0.3 | 0.3 | 3.0 | 2.0 | 13.0 |
| 1997-98   | 31   | Charlotte Hornets | NBA  | PF   | 9  | 9   | 40.8 | 6.3 | 11.0 | .576 | 0.0 | 0.1 | .000 | 6.3 | 10.9 | .582 | 2.8 | 4.7 | .595  | 1.9   | 6.0    | 7.9  | 3.4  | 0.9 | 0.0 | 2.4 | 1.9 | 15.4 |
| 1999-00   | 33   | Charlotte Hornets | NBA  | SF   | 4  | 4   | 44.8 | 4.5 | 9.5  | .474 | 0.0 | 0.3 | .000 | 4.5 | 9.3  | .486 | 3.5 | 5.0 | .700  | 4.0   | 5.8    | 9.8  | 5.5  | 1.0 | 0.0 | 3.3 | 3.3 | 12.5 |
| 2000-01   | 34   | Miami Heat        | NBA  | PF   | 3  | 3   | 32.7 | 1.7 | 4.3  | .385 | 0.0 | 0.3 | .000 | 1.7 | 4.0  | .417 | 2.0 | 2.0 | 1.000 | 0.3   | 2.7    | 3.0  | 1.3  | 0.3 | 0.0 | 2.3 | 2.0 | 5.3  |
| 2002-03   | 36   | Milwaukee Bucks   | NBA  | C    | 6  | 0   | 26.2 | 1.2 | 2.8  | .412 | 0.0 | 0.0 |      | 1.2 | 2.8  | .412 | 1.5 | 2.2 | .692  | 0.7   | 2.7    | 3.3  | 0.2  | 0.5 | 0.2 | 1.3 | 2.8 | 3.8  |
| Total     |      |                   | NBA  |      | 96 | 27  | 32.2 | 3.5 | 6.6  | .524 | 0.0 | 0.0 | .000 | 3.5 | 6.6  | .527 | 2.5 | 3.8 | .668  | 2.3   | 4.3    | 6.6  | 2.2  | 0.6 | 0.3 | 1.8 | 2.7 | 9.5  |

## Vida personal
Mason nació en Miami (Florida), pero pasó su infancia en la ciudad de Nueva york, concretamente en el barrio de Queens.
En 1992 apareció en el videoclip del rapero Diamond D "Best Kept Secret", realizando un mate en un playground de Nueva York.
Tras ser acusado de abuso de menores en 1998, Mason se declaró culpable de dos cargos de poner en peligro el bienestar de un niño.
Su hijo, Anthony Mason Jr., jugó con los Red Storm de la St. John's University, y llegó a probar con equipos profesionales como Miami Heat, antes de jugar en los Sioux Falls Skyforce. Su otro hijo, Antoine, también jugó al baloncesto universitario en Auburn y Niagara. antes de ser profesional.

### Fallecimiento
Mason sufrió un fuerte ataque al corazón a principios de febrero de 2015 y fue diagnosticado con insuficiencia cardíaca. No pudo superar la enfermedad, falleciendo el 28 de febrero en Manhattan, a la edad de 48 años. En menos de dos semanas también fallecieron por complicaciones cardiovasculares los exNBA Christian Welp y Jerome Kersey.